# The Burbank Studios

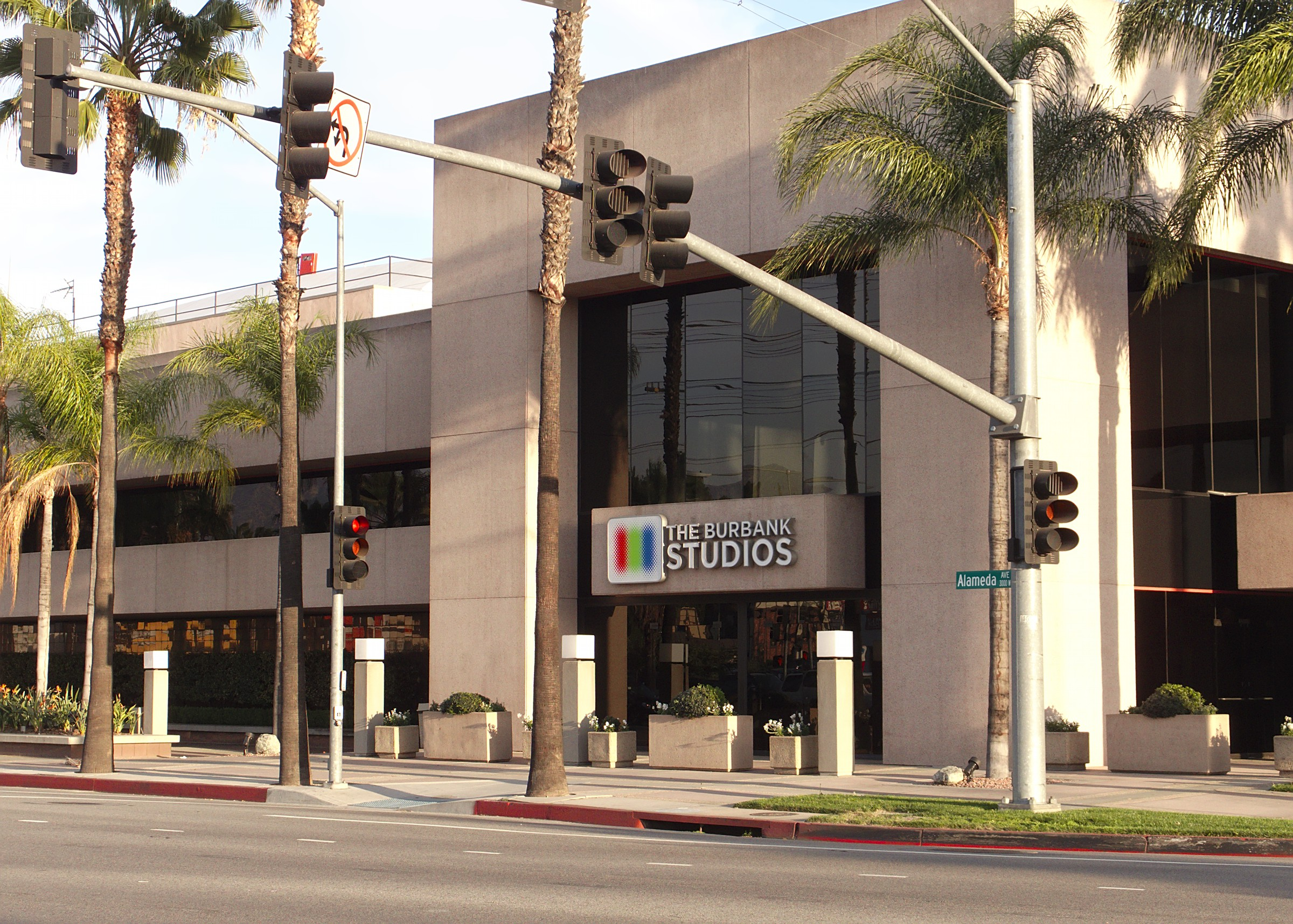
The Burbank Studios.

The Burbank Studios (tidigare känt som NBC Studios) är en byggnad och TV-produktionsanläggning i Burbank, Kalifornien.
I oktober 2007 meddelade NBC Universal att bolaget planerade att flytta merparten av sin verksamhet från Burbank till byggnaden 10 UCP tvärs över gatan från Universal Studios i Universal City.
Studion har guidade turer för besökare.

## Inspelade TV-program (urval)
- Våra bästa år (1965-)
- The Robert Irvine Show (1916-)
- Henry Danger (2014–)
- Saved by the Bell (1989–1993)
- The Fresh Prince of Bel-Air (1993–1996)
- The Dean Martin Show (1964–1974)

The Ellen DeGeneres Show flyttade till Warner Bros. studios efter att ha spelats in här 2003-2009.
När Conan O'Brien blev programledare för The Tonight Show flyttades den till Universal Studios 2009. Jay Leno Show och The Tonight Show with Jay Leno fortsatte att sända från NBC Burbank studios till den sistnämnda lades ner 2014.